# L'anno dei barbari
L'anno dei barbari è un saggio del 1993 del giornalista e scrittore Giampaolo Pansa.
Il libro prende in esame la vita politica italiana nel periodo fra il settembre 1992 e l'estate 1993, nel pieno dell'inchiesta, denominata Mani Pulite, che in quel momento stava colpendo con violenza la città di Milano, ribattezzata "Tangentopoli". 
Pansa descrive, per la maggior parte delle volte dal suo punto di vista di osservatore diretto (era all'epoca impiegato presso L'Espresso), le reazioni e le paure dei maggiori rappresentanti dei partiti "storici" che avevano governato l'Italia fin dall'immediato dopoguerra (PSI e DC fra i maggiori), che in quel momento venivano duramente colpiti dalle varie inchieste giudiziarie; parallelamente a queste, Pansa procede alla descrizione della rapida ascesa di partiti come l'allora Lega Lombarda (i barbari del titolo), che si presentavano, pur con tutti i (secondo Pansa) loro limiti, come unica alternativa presentabile ad una "casta" politica (i cui componenti vengono chiamati "mummie") ormai condannata alla scomparsa.

## Edizioni
- Giampaolo Pansa, L'anno dei barbari, Sperling & Kupfer,  p. 355, ISBN 88-200-1690-7.